# Believe in Me (Lenny-Kravitz-Lied)
Believe in Me (englisch für „Glaub an mich“) ist ein Lied des US-amerikanischen Sängers Lenny Kravitz. Der Song ist die dritte Singleauskopplung seines sechsten Studioalbums Lenny und wurde am 23. April 2002 veröffentlicht.

## Inhalt
Believe in Me handelt von einem Liebespaar, das eine schwierige Phase in der Beziehung durchlebt. Lenny Kravitz singt aus der Perspektive des lyrischen Ichs, dass er alles für ihre Liebe gebe und sich frage, wann es so schwierig zwischen ihnen geworden sei. Er fordert seine Freundin auf, an ihn zu glauben und zu ihm zu stehen, da er so nicht mehr weitermachen könne und am Ende sei. Dabei blickt er auch auf zahllose schlaflose Nächte und Streitereien zurück, obwohl er immer nur das Beste für sie wolle und versuche, ihre Träume zu erfüllen.

“I can’t go on

I know not what to do

My heart is worn

I feel as if I’m through

Please believe in me

’Cause what I need is for you

To believe in me”

## Produktion
Der Song wurde von Lenny Kravitz selbst geschrieben und produziert.

## Musikvideo
Bei dem zu Believe in Me gedrehten Musikvideo führte Matthew Rolston Regie. Es verzeichnet auf YouTube über 20 Millionen Aufrufe (Stand Mai 2023). Im Video singt Lenny Kravitz den Song in einem kleinen Club, vor einem Publikum mit Menschen unterschiedlichen Alters, darunter auch eine junge Frau, gespielt von dem Model Megan Ewing, in die er verliebt ist. Während des Auftritts werden auch verschiedene christliche Symbole, wie Bilder der Jungfrau Maria und von Jesus Christus gezeigt, die sich an den Wänden des Clubs befinden. Zwischendurch ist Lenny Kravitz frustriert in einem Trainingsraum zu sehen, wo er gegen einen Boxsack boxt und Gewichte hebt, während sich die junge Frau lasziv räkelt. Gegen Ende des Videos tanzen beide zusammen, neben zahlreichen anderen Menschen im Club.

## Single

### Covergestaltung
Das Singlecover zeigt Lenny Kravitz halbdurchsichtig an einem Bahnsteig, wobei der Hintergrund verschwommen ist. Er trägt eine Jeansweste und blickt vom Betrachter aus gesehen nach links. Mitten im Bild befinden sich die weißen Schriftzüge Lenny Kravitz und Believe in Me.

### Titellisten
Single
1. Believe in Me (Radio Edit) – 3:53
2. Yesterday Is Gone (My Dear Kay) (Acoustic Version) – 3:54

Maxi
1. Believe in Me (Radio Edit) – 3:53
2. Yesterday Is Gone (My Dear Kay) (Acoustic Version) – 3:54
3. A Million Miles Away (Acoustic) – 4:30
4. Stillness of Heart (Video) – 3:48

### Chartplatzierungen
Believe in Me stieg am 15. Juli 2002 auf Platz 52 in die deutschen Singlecharts ein und erreichte zehn Wochen später mit Rang 14 die höchste Position. Insgesamt konnte es sich 21 Wochen lang in den Top 100 halten. Top-10-Platzierungen gelangen unter anderem mit Rang sieben in den Niederlanden und Position zehn in Italien, während es in der Schweiz zu Platz 29 und in Österreich zu Rang 42 reichte. Dagegen konnte die Single sich in den Vereinigten Staaten und im Vereinigten Königreich nicht in den Top 100 platzieren. In den deutschen Single-Jahrescharts 2002 erreichte der Song Position 52.
| ChartsChartplatzierungen | Höchstplatzierung | Wochen |
| ------------------------ | ----------------- | ------ |
| Deutschland (GfK)        | 14 (21 Wo.)       | 21     |
| Österreich (Ö3)          | 42 (9 Wo.)        | 9      |
| Schweiz (IFPI)           | 29 (23 Wo.)       | 23     |

| ChartsJahrescharts (2002) | Platzierung |
| ------------------------- | ----------- |
| Deutschland (GfK)         | 52          |
| Schweiz (IFPI)            | 75          |